# Pterogenia singularis
Pterogenia singularis är en tvåvingeart som beskrevs av Jacques-Marie-Frangile Bigot 1859. Pterogenia singularis ingår i släktet Pterogenia och familjen bredmunsflugor. Inga underarter finns listade i Catalogue of Life.